# Australiens herrlandslag i rugby union

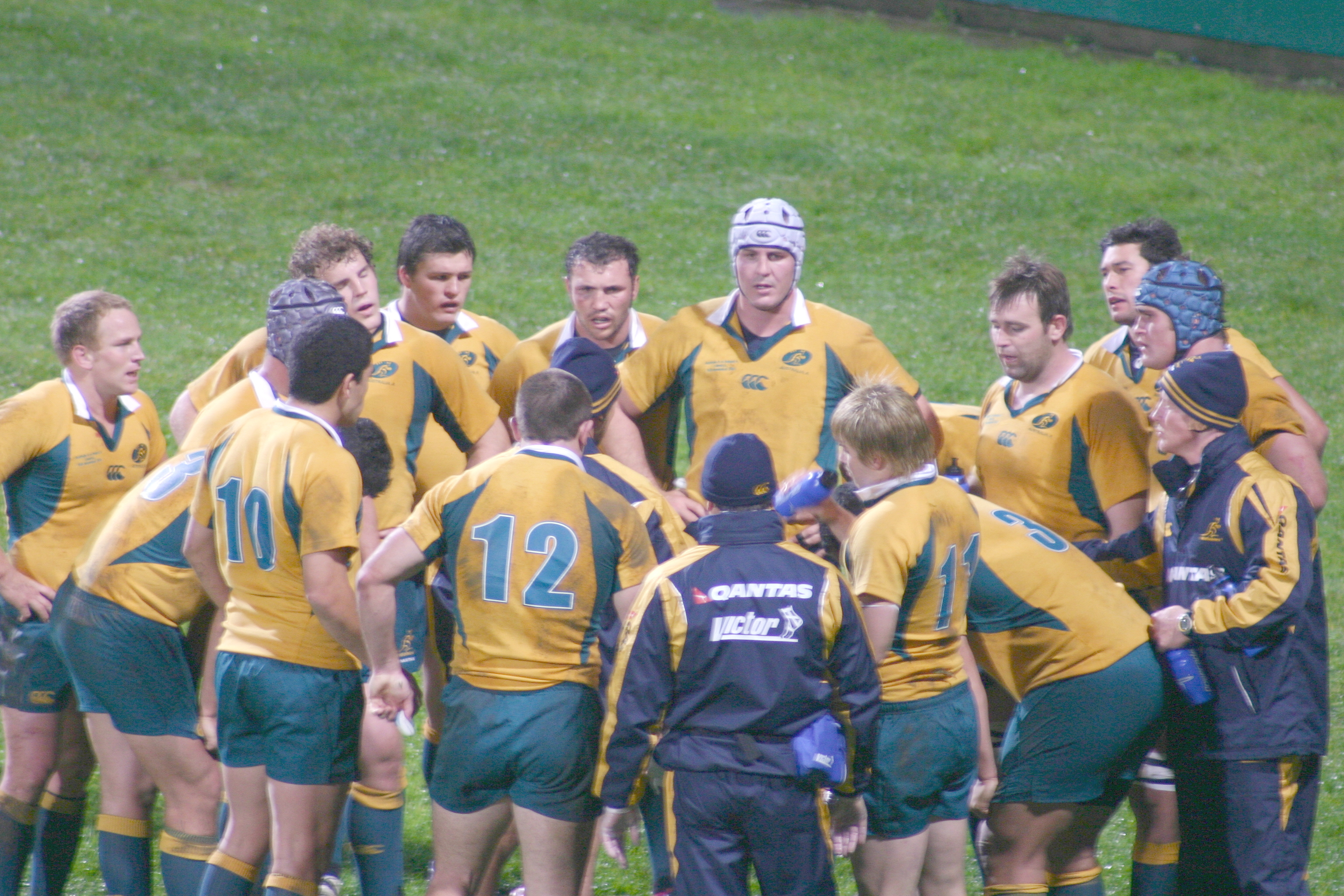

Australiens herrlandslag i rugby union representerar Australien i rugby union på herrsidan. Laget har varit med i alla världsmästerskap som har spelats hittills, och blev världsmästare både 1991 och 1999.

## Kända spelare
Kända nuvarande spelare
- James Slipper
- James O’Connor
- Taniela Tupou
- Will Skelton
- Rob Valetini
- Angus Bell
- Noah Lolesio
- Tom Wright
- Harry Wilson
- Len Ikitau
- Joseph Suaalii

Kända före detta spelare
- David Campese
- Ken Catchpole
- Quade Cooper
- John Eales
- Mark Ella
- Rocky Elsom
- Scott Fardy
- Nick Farr-Jones
- Israel Folau
- Matt Giteau
- George Gregan
- John Hipwell
- Tim Horan
- James Horwill
- Will Genia
- Rob Simmons
- Kurtley Beale
- Adam Ashley-Cooper
- Stephen Larkham
- Michael Lynagh
- Drew Mitchell
- Michael Hooper
- David Pocock
- Stephen Moore
- Stirling Mortlock
- Benn Robinson
- Nathan Sharpe
- George Smith
- Phil Waugh